# Вишња Петровић
Вишња Петровић (Нови Сад, 1960) српска је сликарка и професор на предмету Цртање са технологијом на Академији уметности у Новом Саду. Самостално и колективно излагала је у Србији и иностранству. Члан је УЛУВ-а. Њени радови налазе се у више колекција у Србији и Швајцарској. Добитник је неколико награда за сликарство. Серија њених последњих радова носи назив „Белешке о катастрофама”.

## Живот и каријера
У родном Новом Саду похађала је основно и средње школовања. Потом је Завршила  Факултет ликовних уметности у Београду, сликарски одсек и магистрирала је на истом факултету, цртеж.
Запослена је на Академији уметности у Новом Саду као професор на предмету Цртање са технологијом. Имала је шест самосталних и више колективних изложби у Србији и иностранству.

## Признања
Добитник је неколико награда: 
- Награде за сликарство на 19 Новосадском Октобарском салону.
- Прве награде југословенског Бијенала акварела у Зрењанину.
- Прве награде 28 новосадског Октобарског салона за цртеж.

## Ликовно стваралаштво
Последњих десет година ради у медију цртежа и мале пластике, користећи нестандардне цртачке и скулпторске материјале и њихове комбинације. Минималну визуелну интервенцију на цртаћој подлози спроводи и на објектима малих и средњих димензија (метал, пластика, силикон, гума, стакло) концентришући се на доминантни проблем транспаренције имагинарног или реалног унутрашњег светла затвореног унутар објекта.

Најновији радови Вишње Петровић фокусирани су на феномен таласа, његовог физичког и формалног својства и метафоричког значења. Из овог физичког феномена настали су последњих Вишњини радови с краја друге дерценије 21- века, који носе назив „Белешке о катастрофама,“ у којима се може наћи директна веза или полазна тачка са математичком теоријом о „Серији катастрофа“. Иако сам термин катастрофа има веома широко значење и велику примену у многим аспектима уметности.
Уметница можда индиректно сугерише на појаву различитих облика опасности од катастрофе везане за друштво, човечанство  али, несумњиво је доминантна естецка страна и суптилност линије која се добија и која својом мекоћом обавија простор кроз који се развија. Таласање, оштрина угла испреплетаност са кружницом у бесконачном трајању изазива ликовну финоћу реализованог објекта. Једноставност, потеза наглашава  отменост и префињеност уметнице у естетском смислу. Белешке, како их она другачије зове само су секвенце онога што жели да нам представи.